# Marcantonio Colonna (sommergibile)
Il Marcantonio Colonna è stato un sommergibile della Regia Marina.

## Storia
Una volta completato fu inquadrato nella V Squadriglia Sommergibili di Media Crociera (Napoli).
Nel corso di una prova, il 10 ottobre 1929, si dimostrò in grado di potersi immergere sino a 109 metri di profondità.
Fu proprio la famiglia Colonna – cui apparteneva Marcantonio Colonna, ammiraglio della flotta pontificia che diede il nome all'unità – a donare la bandiera di combattimento, consegnata al sommergibile a Civitavecchia, il 2 marzo 1930. 
Nel settembre 1930, nel corso dell'addestramento, svolse un viaggio nel bacino orientale del Mediterraneo.
Si spostò poi a La Spezia, nel 1935, e l'anno seguente a Lero, ove fu inquadrato nella II Squadriglia del VI Grupsom.
Svolse una missione, priva di risultati, nel corso della guerra di Spagna.
Nel 1938 divenne il caposquadriglia della III Squadriglia del III Grupsom, basata a Messina.
A fine settembre 1940 (al comando del tenente di vascello Guido Gozzi) effettuò una missione di agguato nei pressi di Tobruk, venendo attaccato da un sommergibile ritenuto avversario (in realtà si trattava del sommergibile italiano Serpente, che aveva scambiato il Colonna per un'unità nemica) con il lancio di un siluro (evitato dal Colonna), al largo di Navarino, il 19 settembre.
Il 31 gennaio 1941 fu inviato nei pressi di Malta, dovendo però rientrare per un guasto ai motori frattanto sopraggiunto.
Fu poi adibito ad agguati difensivi notturni nel golfo di Genova; in particolare nel luglio 1941 fu inviato in missione nel Golfo per opporsi ad un eventuale tentativo di bombardamento navale di Genova (era in corso l'operazione britannica «Style» che aveva come obiettivo il rifornimento di Malta, ma, dato che Genova era stata bombardata pochi mesi prima, alcuni sommergibili furono inviati in agguato per maggior sicurezza).
Il 1º giugno 1942 fu disarmato e quindi convertito in pontone di carica, restando a Genova; radiato il 18 ottobre 1946, fu demolito.
Aveva svolto 12 missioni offensivo-esplorative e 6 di trasferimento, navigando per complessive 6718 miglia in superficie e 908 in immersione (fra i battelli della sua classe fu il più attivo in guerra).